# Jan Słowikowski (oficer)
Jan Słowikowski (ur. 19 czerwca 1927 w Krechowicach, zm. 8 maja 2011) – generał brygady, funkcjonariusz Służby Bezpieczeństwa, dyrektor Departamentu I MSW, ambasador w Iranie (1983–1984).

## Życiorys
Syn Franciszka i Marii. Podczas II wojny światowej od 1943 roku pracował jako magazynier w firmie „K. Werk Hensiehl-Opel” w Rzeszowie.  
Po zakończeniu działań wojennych w 1945 roku zatrudnił się w Rzeszowie jako pracownik Państwowego Monopolu Spirytusowego, od 1946 roku pracował również w Rzeszowie w PSS „Społem”. 18 grudnia 1947 roku zatrudnił się jako rachmistrz w Konsumie Wojewódzkiego Urzędu Bezpieczeństwa Publicznego w Rzeszowie. 20 czerwca 1948 roku został funkcjonariuszem Sekcji IV Wydziału IV WUBP w randze młodszego referenta. 
Stopniowo awansował, 1 stycznia 1950 roku został mianowany kierownikiem Sekcji V Wydziału IV WUBP w Rzeszowie. W celu podniesienia kwalifikacji zawodowych 15 września 1951 roku został skierowany na roczny kurs do Rocznej Szkoły Oficerskiej Centrum Wyszkolenia Ministerstwa Bezpieczeństwa Publicznego w Legionowie. Po jego ukończeniu został przydzielony jako starszy referent do Wydziału I Departamentu VII MBP zajmującego się wywiadem. Awansował na stanowisko kierownika sekcji, po transformacji MBP w Komitet do spraw Bezpieczeństwa Publicznego również zajmował to stanowisko. 
8 stycznia 1954 roku został skierowany jako rezydent ps. „Sfinks” do Tel Awiwu, oficjalnie pełnił tam funkcję I sekretarza Poselstwa PRL. Na skutek popełnionych błędów został zdekonspirowany przez izraelski kontrwywiad. Po powrocie do kraju został 1 lipca 1958 roku zatrudniony jako starszy oficer operacyjny Wydziału II Departamentu I MSW. W 1960 roku ukończył Wydział Dyplomatyczno-Konsularny Szkoły Głównej Służby Zagranicznej. W kolejnych latach awansował, 15 stycznia 1962 roku został naczelnikiem Wydziału IV Departamentu I MSW. 12 sierpnia 1964 roku został skierowany do Nowego Jorku jako rezydent ps. „Sfinks”. Oficjalnie był zatrudniony jako I sekretarz, a następnie radca Delegacji PRL przy Organizacji Narodów Zjednoczonych. 
Po powrocie do kraju 15 października 1969 roku objął stanowisko naczelnika Wydziału I Departamentu I MSW, a 1 lipca 1972 roku naczelnika Wydziału III. 15 lipca 1974 roku awansował na stanowisko zastępca dyrektora Departamentu I MSW, a 1 grudnia został jego dyrektorem. Od 1 grudnia 1981 pełnił funkcję zastępcy szefa Służby Wywiadu i Kontrwywiadu MSW. 1 lutego 1983 roku został oddany do dyspozycji dyrektora Departamentu Kadr MSW. W sierpniu 1983 roku pełnił funkcję ambasadora PRL w Iranie, z placówki powrócił w październiku 1984 roku. 31 stycznia 1986 roku został zwolniony ze służby w organach bezpieczeństwa państwa.
Pochowany na Cmentarzu Wojskowym na Powązkach w Warszawie (kwatera 43AII-5-6).

## Ordery i odznaczenia
Był odznaczony: 
- Krzyżem Komandorskim Orderu Odrodzenia Polski,
- Krzyżem Oficerskim Orderu Odrodzenia Polski,
- Krzyżem Kawalerskim Orderu Odrodzenia Polski,
- Orderem Sztandaru Pracy II kl.,
- Złotym Krzyżem Zasługi,
- Srebrnym Krzyżem Zasługi,
- Złotym Medalem „Za zasługi dla obronności kraju”,
- Srebrnym Medalem „Za zasługi dla obronności kraju”,
- Brązowym Medalem „Za zasługi dla obronności kraju”,
- Srebrnym Medalem „Siły Zbrojne w Służbie Ojczyzny”,
- Medalem 30-lecia Polski Ludowej,
- Medalem „Za udział w walkach w obronie władzy ludowej”,
- Odznaką „10 Lat w Służbie Narodu”,
- Odznaką „20 Lat w Służbie Narodu”,
- Złotą Odznaką „Za zasługi w ochronie porządku publicznego”,
- Srebrną Odznaką „Za zasługi w ochronie porządku publicznego”,
- Brązową Odznaką „Za zasługi w ochronie porządku publicznego”.

## Awanse
- 1950 – chorąży,
- 1950 – podporucznik,
- 1952 – porucznik,
- 1955 – kapitan,
- 1960 – major,
- 1963 – podpułkownik,
- 1967 – pułkownik,
- 1975 – generał brygady.